# Дебочица
Дебочица (болг. Дебочица) — село в Благоевградской области Болгарии. Входит в состав общины Благоевград. Находится примерно в 21 км к юго-западу от центра города Благоевград. По данным переписи населения 2011 года, в селе  проживало 15 человек, преобладающая национальность — болгары.

## Население
| Год     | 1934 | 1946 | 1956 | 1965 | 1975 | 1985 | 1992 | 2001 | 2011 |
| ------- | ---- | ---- | ---- | ---- | ---- | ---- | ---- | ---- | ---- |
| Жителей | 451  | 473  | 395  | 391  | 208  | 82   | 57   | 29   | 15   |

|  |